# Kotschya scaberrima
Kotschya scaberrima là một loài thực vật có hoa trong họ Đậu. Loài này được (Taub.) Wild miêu tả khoa học đầu tiên.